# Гаізон
Гаізон (*Gaiso, д/н —28 вересня 351) — державний і військовий діяч Римської імперії.

## Життєпис
За походженням був франком (за менш достовірною версією — кельтом). Про військову кар'єру обмаль відомостей. Можливо обіймав посади в кінноті при імператорі Константі. 350 року під час заколоту проти останнього підтримав узурпатора Магненція. Наздогнав Константа біля Піренеїв, де захопив й стратив. За це призначено магістром армії, а потім консулом. Але це не було визнано імператором Констанцієм II.
351 року разом з Магненцієм та Флавієм Ромулом очолював війська у битві при Мурсі проти Констанція II. Загинув у цій битві.